# Ed Wilson
Edson Vieira de Barros  (Rio de Janeiro, 29 de julho de 1945 — Rio de Janeiro, 3 de outubro de 2010), mais conhecido como Ed Wilson,  foi um cantor e compositor brasileiro. Fez parte do movimento da Jovem Guarda, fundou a banda Renato e seus Blue Caps junto com seus irmãos Paulo César Barros e Renato Barros e no final de sua carreira esteve ligado à música gospel.

## Biografia
Ed Wilson foi criado no bairro carioca de Piedade, Rio de Janeiro. Seus irmãos Renato Barros e Paulo César Barros, fazem parte do grupo Renato e Seus Blue Caps onde Ed Wilson iniciou sua carreira musical e permaneceu até 1961. Em 1962, Ed Wilson iniciou sua carreira solo e posteriormente o próprio grupo Renato e Seus Blue Caps gravou uma canção  sua (denominada "Comanche"). Nos anos 90, Ed Wilson regravou uma coletânea de sucessos da Jovem Guarda ao lado de artistas da MPB como Erasmo Carlos, Leno e Lilian, Wanderléia e Golden Boys. No meio gospel, teve suas canções regravadas por Alex Gonzaga, vocalista da banda Novo Som.
O cantor gravou por diversas gravadoras, como RCA, Odeon, CBS, Line Records e Top Gospel.
Foi um dos criadores da banda The Originals em 2005, com a qual gravou os três CDs/DVDs da banda.

## Morte
Ed Wilson permaneceu alguns dias internado no Hospital São Lucas, no bairro carioca de Copacabana, vindo a óbito na noite de 3 de outubro de 2010.

## Discografia
| Ano de Lançamento | Título                                | Formato (s)                       | Gravadora    |  |
| 1962              | Nunca mais / Juro meu amor            | Compacto Simples/ Disco de 78 RPM | Odeon        |  |
| 1963              | Doidinha por mim / Telefonema         | Compacto Simples/ Disco de 78 RPM | Odeon        |  |
| 1963              | Ed Wilson                             | Long-Play e Cassete               | Odeon        |  |
| 1964              | Sabor de sal / Bronzeadíssima         | Compacto Simples/ Disco de 78 RPM | RCA Victor   |  |
| 1964              | O carro do papai / Patrulha da cidade | Compacto Simples/ Disco de 78 RPM | RCA Victor   |  |
| 1965              | Doce esperança / Como te adoro menina | Compacto Simples                  | RCA Victor   |  |
| 1966              | Verdadeiro amor                       | Long-Play e Cassete               | CBS          |  |
| 1985              | Chuva de Bênçãos                      | Long-Play e Cassete               | Copacabana   |  |
| 1991              | Te Amo Tanto                          | Long-Play, Cassete e Compact Disc | Line Records |  |
| 1994              | Minha Estrada                         | Long-Play, Cassete e Compact Disc | Line Records |  |
| 1997              | Uma Força No Ar                       | Compact Disc, Long-Play e Cassete | Line Records |  |
| 2003              | Seleção de Ouro                       | Compact Disc                      | Line Records |  |
| 2003              | Fé e Vitória                          | Compact Disc                      | Top Gospel   |  |